# Oskar Schwartz
Oskar Schwartz (* 7. August 1886 in  Hannoversch Münden; † 25. Dezember 1943 in Rädel) war ein deutscher Offizier, zuletzt Generalmajor im Zweiten Weltkrieg.

## Leben
Oskar Schwartz, Sohn des Kaufmanns Robert Schwartz, studierte zunächst an der Technischen Hochschule Hannover Ingenieurwissenschaften. Hier wurde er 1907 Mitglied des Corps Slesvico-Holsatia. Am 1. Oktober 1909 trat er als Einjährig-Freiwilliger in die Preußische Armee ein. Nach neun Monaten entschied er sich, das Studium abzubrechen und die Offizierslaufbahn einzuschlagen. Im Juli 1910 wurde er zum Fahnenjunker und im August 1911 zum Leutnant befördert. Bis zum Ausbruch des Ersten Weltkrieges diente er im Elsässischen Train-Bataillon Nr. 15 in Straßburg.

### Erster Weltkrieg
Zu Beginn des Ersten Weltkrieges war Schwartz Zugführer der Sanitätskompanie des XV. Armee-Korps. Im August 1915 wurde er zum Oberleutnant befördert. Später, ab April 1916, diente er als Ordonnanzoffizier des Kommandeurs der Munitionskolonne und Trains, bei der Fuhrparkkolonne 3 und als Adjutant beim Kommandeur der Munitionskolonne und Trains 19 im gleichen Armee-Korps. Am 20. September 1918 wurde er zum Hauptmann befördert. Für seine Verdienste wurde er während des Krieges mit dem Eisernen Kreuz beider Klassen sowie dem Friedrich-August-Kreuz I. Klasse ausgezeichnet.

### Reichswehr
Im Juni 1919 wurde Schwartz als Rittmeister in die Vorläufige Reichswehr übernommen. In den Folgejahren diente er als Kompanie- und Eskadronchef in verschiedenen Fahrabteilungen und Reiterregimenten. Im Februar 1928 wurde er zur Inspektion der Verkehrstruppen (In 6) im Reichswehrministerium nach Berlin und im April 1931 zur Artillerieabteilung im Heereswaffenamt versetzt. Hier erfolgte im Februar 1932 seine Beförderung zum Major. Nach seiner Versetzung zur Kavallerie-Abteilung beim Allgemeinen Heeresamt wurde er im Oktober 1934 zum Oberstleutnant befördert.

### Wehrmacht
Mit der Überführung der Reichswehr in das Heer der Wehrmacht im März 1935 wurde die Kavallerie-Abteilung und damit Oskar Schwartz in das Reichskriegsministerium übernommen. Bei dieser Abteilung, die nunmehr wieder Inspektion der Kavallerie hieß und später in Inspektion für das Reit- und Fahrwesen umbenannt wurde, wurde er im August 1937 zum Oberst befördert. Von August 1940 bis Januar 1941 war er Kommandant der Feldkommandantur 520 in Hasselt und von April 1941 bis Dezember 1941 Kommandant der gleichen Feldkommandantur, nunmehr in Antwerpen. Hier wurde er zum 1. August 1941 zum Generalmajor befördert. Von Februar 1942 bis November 1942 war er Kommandant von Hagenau. Von März 1943 bis zu seinem Tod war er zu verschiedenen Feldzeugstäben in Köln, Kassel, Wiesbaden und Berlin kommandiert.